# Mehdi Pashazadeh
Mehdi Pashazadeh (en persan : مهدی پاشازاده), né le 27 décembre 1973 à Téhéran en Iran, est un footballeur international iranien. Il évoluait au poste de défenseur.

## Biographie

### En club
Mehdi Pashazadeh dispute un match en Coupe de l'UEFA avec le club allemand du Bayer Leverkusen.

### En équipe nationale
Mehdi Pashazadeh est retenu par le sélectionneur Jalal Talebi afin de participer à la Coupe du monde 1998 organisée en France. Lors du mondial, il dispute trois matchs : contre la Yougoslavie, les États-Unis, et enfin l'Allemagne.

## Palmarès
- Champion d'Iran en 1998 et 2001 avec l'Esteghlal Téhéran
- Vainqueur de la Coupe d'Iran en 1996 et 2002 avec l'Esteghlal Téhéran